# Матвіївська сільська рада (Сосницький район)
Матві́ївська сільська́ ра́да — адміністративно-територіальна одиниця та орган місцевого самоврядування в Сосницькому районі Чернігівської області. Адміністративний центр — село Матвіївка.

## Загальні відомості
Матвіївська сільська рада утворена у 1919 році.
- Територія ради: 46,21 км²
- Населення ради: 683 особи (станом на 2001 рік)

## Населені пункти
Сільській раді підпорядковані населені пункти:
- с. Матвіївка
- с. Полісся

## Склад ради
Рада складалася з 12 депутатів та голови.
- Голова ради: Кокоша Галина Михайлівна
- Секретар ради: Ревенко Людмила Іванівна

### Керівний склад попередніх скликань
| Прізвище, ім'я, по батькові | Основні відомості                                                                                  | Дата обрання | Дата звільнення |
| --------------------------- | -------------------------------------------------------------------------------------------------- | ------------ | --------------- |
| Кокоша Галина Михайлівна    | Сільський голова, 1955 року народження, освіта вища, член Всеукраїнського об'єднання «Батьківщина» | 26.03.2006   | 31.10.2010      |
| Кокоша Галина Михайлівна    | Сільський голова, 1955 року народження, освіта вища, член Партії регіонів                          | 31.10.2010   |                 |

Примітка: таблиця складена за даними сайту Верховної Ради України

### Депутати
За результатами місцевих виборів 2010 року депутатами ради стали:

#### За суб'єктами висування
| Суб'єкт висування                 | Кількість обраних депутатів | %    |
| --------------------------------- | --------------------------- | ---- |
| Партія регіонів                   | 11                          | 91,7 |
| Політична партія «Сильна Україна» | 1                           | 8,3  |

#### За округами
| № округу                          | Прізвище, ім'я, по батькові   | Дата визнання обраним | Освіта             | Партійна приналежність | Відомості про обраного депутата                                                             |
| --------------------------------- | ----------------------------- | --------------------- | ------------------ | ---------------------- | ------------------------------------------------------------------------------------------- |
| Партія регіонів                   |                               |                       |                    |                        |                                                                                             |
| 1                                 | Шестак Оксана Михайлівна      | 02.11.2010            | середня спеціальна | член Партії регіонів   | Волинківська амбулаторія сімейної медицини, патронажна медична сестра по дитячому населенню |
| 2                                 | Шкавера Валентина Іванівна    | 02.11.2010            | середня            | член Партії регіонів   | пенсіонер                                                                                   |
| 3                                 | Ревенко Людмила Іванівна      | 02.11.2010            | середня спеціальна | член Партії регіонів   | Матвіївська сільська рада, секретар                                                         |
| 4                                 | Храпко Наталія Дмитрівна      | 02.11.2010            | середня спеціальна | позапартійна           | Сосницький територіальний центр, соціальний працівник                                       |
| 5                                 | Мотчаний Анатолій Миколайович | 02.11.2010            | середня            | позапартійний          | відділення поштового зв'язку в с. Матвіївка, листоноша                                      |
| 6                                 | Матвієнко Іван Степанович     | 02.11.2010            | середня            | позапартійний          | тимчасово не працює                                                                         |
| 7                                 | Кустенко Валентина Іванівна   | 02.11.2010            | середня            | позапартійна           | тимчасово не працює                                                                         |
| 9                                 | Макаренко Юрій Васильович     | 02.11.2010            | середня спеціальна | позапартійний          | тимчасово не працює                                                                         |
| 10                                | Макаренко Анатолій Васильович | 02.11.2010            | вища               | позапартійний          | тимчасово не працює                                                                         |
| 11                                | Кошовий Петро Кирилович       | 02.11.2010            | середня            | позапартійний          | Брецьке лісництво, лісник                                                                   |
| 12                                | Маценко Людмила Олексіївна    | 02.11.2010            | середня спеціальна | член Партії регіонів   | Поліський фельдшерсько-акушерський пункт, фельдшер                                          |
| Політична партія «Сильна Україна» |                               |                       |                    |                        |                                                                                             |
| 8                                 | Клименко Надія Євгенівна      | 02.11.2010            | вища               | позапартійна           | Поліська загальноосвітня школа, вчитель                                                     |